# Хорватское радио и телевидение
Хорватское радио и телевидение (хорв. Hrvatska radiotelevizija, сокращённо HRT) — хорватская государственная организация, до 29 июня 1990 года республиканский радиотелецентр «Радио и телевидение Загреба», объединённый с другими в Югославское радио и телевидение. Формально HRT отсчитывает свою историю с 15 мая 1926 года, когда было основано Хорватское радио (Радио Загреб). Хорватское телевидение появилось спустя 30 лет, 7 сентября 1956 года. Согласно распоряжению Правительства Хорватии, с 2002 года из состава HRT была выведена организация Odašiljači i veze, ставшая обществом с ограниченной ответственностью и начавшая предлагать услуги в сфере телекоммуникаций.
Хорватское радио и телевидение занимается распространением информации по радио и на телевидении, финансируется правительством Хорватии. Согласно официальным документам, HRT является телерадиокомпанией, не стремящейся к какому-то коммерческому интересу или поддержке определённого политического крыла. В состав телерадиокомпании входят восемь телевизионных и радиоканалов, а также интернет-портал; также работают симфонический оркестр, джаз-оркестр, оркестр ударных инструментов и организационный комитет. С 25 мая 2012 года телерадиоархив HRT включён в список культурных ценностей.

## История

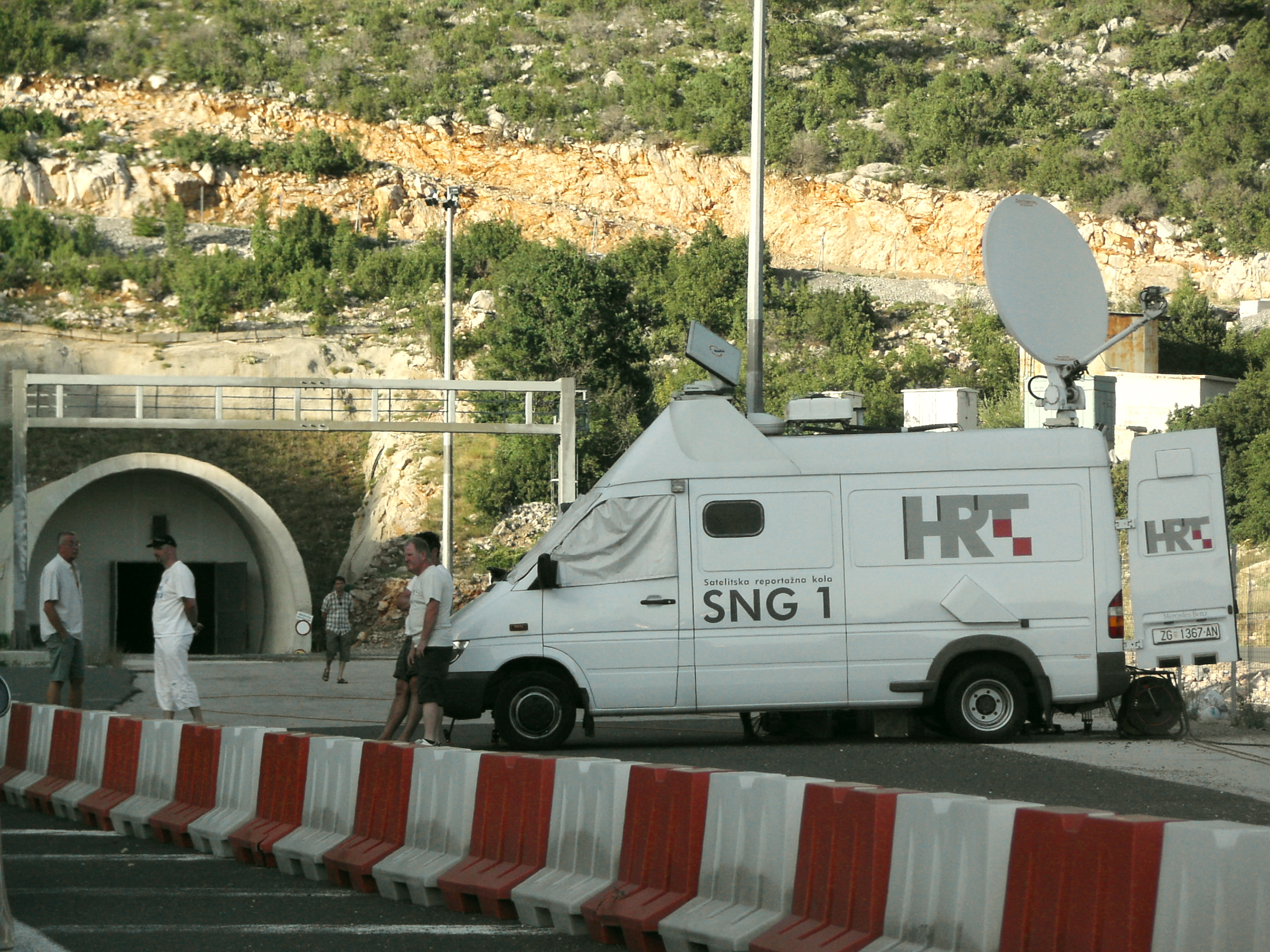
Репортёрский автомобиль радио и телевидения Хорватии

### Радио Загреб

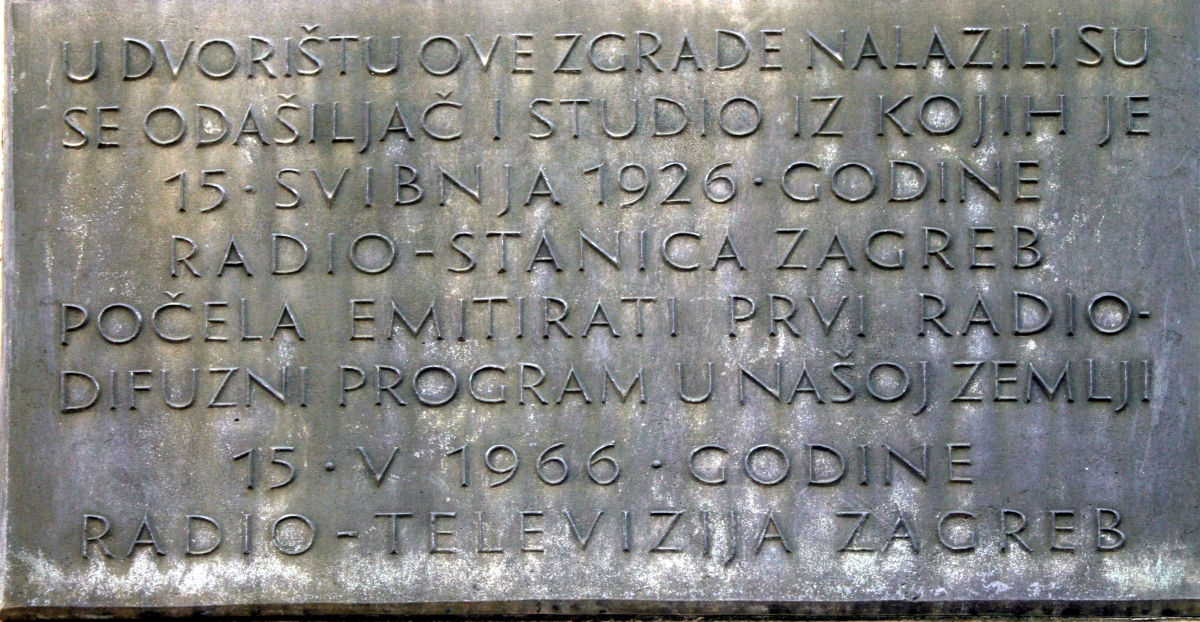
Мемориальный камень на доме 9 Марковой площади, посвящённая началу вещания Радио Загреба

Основы радиовещания в Хорватии были заложены в марте 1924 года благодаря группе видных представителей интеллигенции и предпринимателей, которыми был основан Загребский радиоклуб. Председателем клуба был избран астроном и физик Отон Кучера. В радиоклубе состояло 136 человек: 124 загребчанина и 12 жителей других городов. Издавался журнал «Радио-шпорт» (хорв. Radio-šport), который сыграл важную роль в развитии радиовещания. После двух лет усилий члены радиоклуба сумели получить все концессии и иные государственные разрешения для открытия радиостанции Загреба. Вещание началось 15 мая 1926 в 20:30 с исполнения гимна Хорватии и выступления режиссёра Иво Стерна и ведущей Божены Бегович (длина волны — 350 метров). «Привет, привет! Говорит Радио Загреба» — первые слова, которые были сказаны Бегович. На территории Загребской дирекции почты и телеграфа было зарегистрировано 50 радиоприёмников.
В сезоне 1927/1928 годов при помощи телефонной станции через Вену «Радио Загреб» подключилось к Сети центрально-европейских станций, куда входили радиостанции Вены, Праги, Варшавы, Будапешта и других городов, а в июне 1928 года было принято в Международный союз радиовещания в Женеве как представитель Королевства сербов, хорватов и словенцев, в котором других радиовещательных станций не было, как и во всей юго-восточной Европе. Первые 14 лет радиостанция Загреба принадлежала АО «Радио Загреб». 1 мая 1940 Радио Загреб было национализировано Хорватской бановиной. 10 апреля 1941 года по радиостанции Славко Кватерник объявил о провозглашении Независимого государства Хорватии. На основе Радио Загреб была создана радиостанция «Hrvatski krugoval», а Радио Загреб стало называться Государственной радиостанцией Загреба. После падения НГХ Радио Загреб снова стало государственным и общественным радиовещателем.
Дирекция радиовещания располагалась в доме 9 на Марковой площади, затем переехала на Валашскую улицу в дом 116, а потом на Шубичеву улицу в дом 20.

### Начало телевещания
15 мая 1956, к 30-летию с начала вещания Радио Загреба в Томиславовом доме на Слеме началась работа первого телевизионного передатчика в Югославии и на Западных Балканах. Основателем и первым генеральным директором Радио и телевидения Загреба был народный герой Югославии Иван Шибл, именем которого была учреждена премия журналистам HRT. 7 сентября 1956 года началось вещание Загребского телевидения с церемонии официального открытия загребской ярмарки на южном побережье Савы, которое стало регулярным с 19 ноября. Центром экспериментального вещания Загребского телевидения стал тогда дом 4 по улице Юришичевой. 12 мая 1957 года состоялся первый прямой эфир футбольного матча со стадиона «Максимир», а 14 июня состоялся показ международного спортивного конкурса «Гимнаэстрада» (сербохорв. Gymnaestrada). Тогда же в распоряжении Загребского телевидения появился и свой автомобиль.
До 1958 года у Загребского телевидения была своя служба новостей с особой информационной передачей, которую закрыли из-за каких-то внутриполитических конфликтов, а возвращение её было возможно только после либерализации страны с уходом Александра Ранковича и серии реформ при помощи сотрудников, готовых поддержать телестудию. Телевидение усилило своё влияние, и в 1962 году в Рабочем доме на Шубичевой улице была открыта новая крупная телестудия. 23 июля 1962 года началось спутниковое вещание зарубежных телеканалов в СФРЮ через спутник связи Telstar. Ещё один крупный технологический сдвиг произошёл 8 апреля 1963 года, когда состоялась первая магнитоскопическая телетрансляция, а 15 мая 1966 в День радио и телевидения благодаря новому UHF-передатчику мощностью 10 кВт на радиовышке в Слемене состоялся первый сеанс цветного телевещания. С 1964 года также вещала третья загребская радиостанция (Radio Zagreb 3). 1 октября 1968 после долгой паузы была образована собственная телепрограмма новостей на Загребском телевидении, ведущим которой стал новый главный редактор и депутат Сабора СР Хорватии Иво Боянич.

### Развитие в 1970-е и 1980-е

Настроечная таблица Загребского телевидения в 1980-е

Кадровый и программный потенциал телевидения СР Хорватии рос в 1970-е годы благодаря появлению высококвалифицированных журналистов и инженеров. 27 августа 1972 года началось экспериментальное вещание 2-й программы Телевидения Загреба (TV Zagreb 2), а основная программа стала называться 1-й программой (TV Zagreb 1). Тогда же началось и экспериментальное цветное телевещание. В связи с тем, что около 20 студий телевизионного и радиовещания были разбросаны по всему Загребу, руководство задумалось о создании единого центра. Сначала телецентр Загреба был официально перенесён на Юришичеву улицу в дом 4, а затем в дом 20 по Шубичевой улице в так называемый Рабочий дом (10-я телевизионная студия временно располагалась в здании строительного факультета Загребского университета). 2 апреля 1975 года началось возведение нового телецентра.
Конец 1970-х годов ознаменовался большим прорывом в телевещании с точки зрения технологий. Загребское телевидение внедрило технологию электронного сбора новостей (Electronic News Gathering), приобщив к её применению режиссёров, операторов и редакторов киностудий. Телевидение Загреба освещало конференцию Движения неприсоединения в Колумбии в 1976 году и Средиземноморские игры в Сплите в 1979 году. С 1983 года съёмки всех передач начались в новом доме на Присавье. Два спортивных события стали историческими для загребского телевидения: Олимпиада-1984 в Сараево и Универсиада-1987 в Загребе. В 1988 году началось постоянное вещание из Присавья, а также экспериментальное вещание третьей программы Загребского телевидения.

### 1990-е годы и война в Хорватии
29 июня 1990 года Сабор Хорватии принял закон, согласно которому радиотелевидение Загреба (RTZ) переименовывалось в Хорватское радио и телевидение: автоматически переименовывались Первая телепрограмма Загреба (TV Zagreb 1) в HRT 1, Вторая телепрограмма Загреба (TV Zagreb 2) в HRT 2, три канала Загребского радио (Radio Zagreb 1, Radio Zagreb 2 и Radio Zagreb 3) в HR 1, HR 2 и HR 3 соответственно. Ещё раньше, 30 апреля, была представлена служба телетекста как постоянная, а 4 мая 1990 года в эксплуатацию ввели передатчик и приёмник на спутниковой станции в Присавье в для трансляции «Евровидения», проходившего в тот год в Загребе. Благодаря отличной организации показа Евровидения из Загреба Хорватское телевидение ввело новые стандарты, использовавшиеся и при показе чемпионата Европы по лёгкой атлетике, проходившего в Сплите.
С июля 1991 по февраль 1992 года во время войны в Хорватии было уничтожено или захвачено 80 % передатчиков HRT. 15 больших передатчиков и 30 преобразователей были выведены из строя. 16 сентября и 4 октября ракетному обстрелу подверглась Загребская телебашня, но только 4 октября на 15 минут первый и единственный раз за всю войну прекратилось телевещание. К 1992 году ремонт почти всех имеющихся средств был завершён, до того момента вещание осуществлялось на основе маломощных передатчиков. С 29 августа 1991 года началось аналоговое вещание через спутник Eutelsat 1 при поддержке компании Austria Telecom, а 19 июня 1992 года началось собственное спутниковое телевещание через Eutelsat 2. HRT официально вышла в том же году из состава JRT. С 1 января 1993 года HRT состоит в Европейском вещательном союзе. В начале 1995 года в Дом радио и телевидения на Присавье переехало руководство Хорватского радио: впервые в истории хорватских СМИ центральные офисы радио и телевидения оказались в одном месте.
В течение всей войны HRT обеспечивала полноценное освещение событий с фронта, руководствуясь официальной точкой зрения Правительства Хорватии, выпуская в эфир телепрограммы «Za slobodu», «Gardijada» и т. д. Это сыграло решающую роль в информационной войне против СМИ СР Югославии, Республики Сербской и РСК. Всего же во время войны в Хорватии погибло 14 журналистов и технических специалистов HRT.

### Наши дни
Политика либерализации телевещания в Республике Хорватии привела к образованию множества частных телеканалов, которые стали конкурентами HRT. 15 мая 2003 года HRT запустила международную радиослужбу под названием «Glas Hrvatske» (Голос Хорватии). В 2010 году начался переход от аналогового вещания к цифровому, завершившийся в 2011 году. С 13 сентября 2012 года вещает телеканал HRT 3, с 24 декабря — HRT 4. С 1 января 2013 года «Glas Hrvatske» прекратил коротковолновое вещание.

## Телеканалы и радиостанции

### Основные общенациональные телеканалы
- HRT 1 — новости, документальные фильмы, религиозные, ток-шоу и фильмы
  - Dnevnik — информационная программа
- HRT 2 — спорт, музыка, зарубежные сериалы и фильмы, образовательные программы

Доступны во всех районах Хорватии через эфирное (цифровое (DVB-T) на ДМВ, ранее - аналоговое (PAL) на ДМВ), кабельное, спутниковое телевидение и IPTV на первых двух каналах.

### Специализированные общенациональные телеканалы
- HRT 3 — семейный канал
- HRT 4 — новости и документальный канал
- HRT Plus — архив HRT

Доступны во всех районах Хорватии через эфирное (цифровое (DVB-T) на ДМВ), кабельное, спутниковое телевидение и IPTV.

### Основные общенациональные радиостанции
- HR 1 — информационные программы, религиозные, образовательные и научные программы, этническая музыка
- HR 2 — отечественная и зарубежная поп-музыка, региональные программы
- HR 3 — новости культуры и искусства, радиоспектакли, классическая и джазовая музыка

Доступны во всех районах Хорватии через эфирное радиовещание (аналоговое на УКВ CCIR, HRT Radio Osijek ранее на СВ), а также через Интернет.

### Основные муниципальные радиостанции
- HRT Radio Sljeme

Доступна через те же источники в Загребачке
- HRT Radio Rijeka

Доступна через те же источники в Приморско-Горанске
- HRT Radio Pula

Доступна через те же источники в Жупании Истрия
- HRT Radio Osijek

Доступна через те же источники в Осьечко-Бараньске
- HRT Radio Split

Доступна через те же источники в Сплитско-Далматинске
- HRT Radio Zadar

Доступна через те же источники в Задарске
- HRT Radio Knin

Доступна через те же источники в Шибенско-Книнске
- HRT Radio Dubrovnik

Доступна через те же источники в Дубровачко-Неретванске

### Международные радиостанции
- HRT – Glas Hrvatske - сеть международных радиоблоков, на:
  - хорватском,
  - английском,
  - немецком и
  - испанском.

Доступна во всём мире через эфирное радиовещание (аналоговое на КВ, ранее на СВ), спутниковое телевидение и интернет (текстовый контент, на хорватском - также и потоковое вещание).

### HRT в Интернете
- Сайт hrt.hr на хорватском, страница Голоса Хорватии на хорватском и других языках
- Страница HRT на youtube
- Страница HRT в facebook
- Страницы Голоса Хорватии на хорватском и других языках

## Управление и финансирование
Высший орган - Наблюдательный совет (Nadzorni odbor), избирается Хорватским Сабором, высшее должностное лицо - Генеральный директор (Glavni ravnatelj), избирается Хорватским Сабором. Финансируется за счёт налога на радиоприёмники и телевизоры и рекламы.